# Erich Hartmann (Maler)
Erich Hartmann (* 7. Januar 1886 in Elberfeld; † 23. September 1974 auf Sylt) war ein deutscher Maler und Grafiker des Expressionismus.

## Leben
Erich Hartmann studierte von 1903 bis 1906 an der Düsseldorfer Kunstakademie Malerei bei Eduard Gebhardt und von 1906 bis 1908 an der Münchner Kunstschule von Hermann Groeber. Von 1908 bis 1912 besuchte er die Münchner Kunstakademie. Er lernte hier Radierkunst bei Peter Halm, der vor allem Graphiker unterrichtete.
Auf einer Reise nach Paris ließ er sich von der dortigen Kunstszene der Impressionisten inspirieren. Bei einem Sommerurlaub in Hamburg 1909 entstanden erste Grafiken. Eine Reihe der Blätter konnte er über die väterliche Buchhandlung verkaufen. 1912 ging er für zwei Jahre nach Paris. 1914 wurde er zum Militär eingezogen. 1917 heiratete er Ida Jenichen. 1918 wurde er verwundet und kam in ein Lazarett nach Altona. Er blieb für die nächsten Jahrzehnte in Hamburg. 1919 schloss sich Erich Hartmann der neu gegründeten Künstlervereinigung Hamburgische Sezession an. Er galt dort inzwischen als der wichtigste Vertreter der Expressionisten. 1920 trat er der Hamburgischen Künstlerschaft bei.
Von 1922 bis 1944 unterrichtete Hartmann an der privaten Kunstschule von Gerda Koppel. Zu seinen Kollegen gehörten unter anderem Eduard Bargheer und Friedrich Ahlers-Hestermann.
1924 unternahm er eine dreimonatige Studienreise nach Italien, wo ihn vor allem die Werke Giottos beeinflussten.  Sein Stil wandelte sich näher zu Gegenständlichkeit und Neuer Sachlichkeit. 1925 trat er dem Altonaer Künstlerverein bei.
Hamburgs Oberbaudirektor Fritz Schumacher vermittelte ihm 1926 den ersten Auftrag zur Gestaltung eines monumentalen Wandbildes, dem eine Reihe ähnlicher Aufträge folgten.
Die letzte der jährlichen Ausstellungen der Hamburgischen Sezession wurde von Kulturfunktionären der NSDAP im April 1933 geschlossen. Nachdem die Künstlervereinigung außerdem die nachdrückliche Aufforderung erhalten hatte, sich von ihren jüdischen Mitgliedern zu trennen, löste sie sich im Mai 1933 nach einem einstimmigen Beschluss auf.
Die Arbeiten Hartmanns entsprachen nicht der akzeptierten Kunst im Nationalsozialismus. Elf seiner Bilder wurden 1937 als „Entartete Kunst“ aus dem Städtischen Kunst- und Gewerbemuseum Dortmund, der Hamburger Kunsthalle und dem Museum für Kunst und Kunstgewerbe Stettin beschlagnahmt und vernichtet.
Hartmann passte sich dann dem NS-Kulturbetrieb an. Er bekam neue Aufträge für Wandbilder und durfte seine Werke ausstellen. Nach Kriegsende 1945 wurde er wieder Mitglied der neu gegründeten Sezession und bekam von 1946 bis 1953 eine Anstellung als Leiter der Malklasse an der Landeskunstschule Hamburg. 1956 erhielt er den Edwin-Scharff-Preis, verbunden mit einer Ehrenrente.
Bei seinen späteren Werken befasste sich Erich Hartmann gerne mit literarischen und mythologischen Themen. Hartmann war Mitglied des Deutschen Künstlerbundes. Er starb 1974 auf Sylt.